# Pop! (canción de Nayeon)
«Pop!» es una canción grabada por la cantante surcoreana Nayeon para su primer EP titulado Im Nayeon. Fue lanzada como el sencillo principal del EP el 24 de junio de 2022 a través de JYP y Republic Records. Es una canción de pop y bubblegum pop que presenta ritmos brillantes. Se caracteriza por el uso de instrumentos en vivo, notas altas y una variedad de ad libs, con una letra centrada en una protagonista que canta sobre su habilidad para capturar el corazón de su amante, en consonancia con la metáfora de "hacer estallar su corazón como una burbuja". Recibió críticas favorables por parte de los críticos musicales, quienes elogiaron su pegajosa producción y letras. Comercialmente, alcanzó el puesto número dos en la Circle Digital Chart durante varias semanas, además de posicionarse en el top 10 en Japón, Malasia, Filipinas, Singapur y Taiwán. Además, fue certificada como disco de platino por la Recording Industry Association of Japan tras superar los 100 millones de reproducciones en el país.

## Antecedentes y lanzamiento
El 18 de mayo de 2022, Republic Records anuncia que Nayeon lanzaría su primer EP de solista el 24 de junio de ese mismo año. El 31 de mayo, JYP Entertainment reveló la lista de canciones del EP, con Pop! como tema principal. También se publicó un breve adelanto de la canción. El 21 de junio, se lanzó oficialmente el teaser del video musical a través del canal de YouTube de JYP Entertainment. El 24 de junio, la canción fue finalmente lanzada en todas las plataformas digitales. El 25 de junio de 2022, Nayeon interpretó la canción en el programa Fresh Out Live de MTV como parte de su promoción. Luego realizó dos presentaciones en Music Bank y una en Inkigayo.

## Composición
«Pop!» fue descrita como una canción que «evoca el estilo clásico de Twice, desde su divertido ritmo bubblegum hasta la melodía pegajosa y letras tiernas». Es una canción pop y bubblegum que toma inspiración de los sonidos del K-pop bubblegum de segunda generación. Se caracteriza por ritmos brillantes, instrumentos en vivo como bajo, guitarra y trompeta, notas altas ondulantes y una variedad de ad libs. La letra gira en torno a «una declaración audaz de confianza», en la que la protagonista canta sobre su habilidad para conquistar el corazón de su enamorado con facilidad. Las letras «exploran los sentimientos coquetos y crecientes del romance utilizando onomatopeyas para retratar el acto de hacer estallar el corazón del amante como una burbuja». En cuanto a notación musical, la canción está escrita en la tonalidad de re mayor y tiene un tempo de 97 pulsaciones por minuto.

## Recepción crítica
Lai Frances de Teen Vogue escribió que Pop! rinde homenaje a los sonidos grandiosos y a la producción que representan lo que se conoce como K-pop: escenarios de videos musicales lujosos, vestuarios de diseñador y una abundancia de instrumentos sobre un estribillo pegajoso que revive los sonidos del K-pop de segunda generación, una era de la que ella es fan. Se inspira en Twice mientras se convierte en líder, vocalista principal, bailarina principal, fuente de energía y centro visual, todo en una sola persona. Con el foco ya de su lado, ha logrado aprovecharlo como una forma de hablar con naturalidad y ser honesta sobre su crecimiento y creatividad en la música.”
JT Early de Beats Per Minute elogió la energía pegajosa de la canción y su combinación de sonidos retro y modernos, escribiendo: «Ella canta sobre su capacidad para cautivar y es difícil no estar de acuerdo, ya que la canción mantiene una energía divertida e implacablemente pegajosa (los repetitivos ‘pop pop pop’, en particular, parecen diseñados para quedarse en la mente durante días después de escucharlos). La canción mezcla de manera efectiva lo retro y lo moderno, donde Nayeon suena completamente cómoda. Un himno para ser extrovertido y tener fe en tus propias capacidades es un cambio de ritmo bienvenido en el panorama del pop.»
Rhian Daly de NME describió la canción como la mejor del álbum, escribiendo: «Primero, abriendo todo el espectáculo, está la canción principal Pop!»: una pieza de pop segura y confiada, tan adictiva como hacer burbujas hasta que estallan. Nayeon suena sencillamente espectacular en este sencillo listo para el verano, advirtiendo alegremente: «No puedes alejarte de mí / El tic en tus ojos / Tus gestos nerviosos, cariño / Quiero hacerte pop.”»
| Publicaciones            | Lista                                                               | Puesto | Referencia |
| ------------------------ | ------------------------------------------------------------------- | ------ | ---------- |
| Dazed                    | Las mejores canciones de K-pop del 2022                             | 8      | [ 17 ]     |
| Mashable                 | 14 de las mejores y más influyentes presentaciones de K-pop de 2022 | —      | [ 18 ]     |
| NME                      | Las mejores 25 canciones de K-pop de 2022                           | 22     | [ 19 ]     |
| Rolling Stone            | Las mejores canciones del 2022                                      | 86     | [ 20 ]     |
| South China Morning Post | Las mejores 15 canciones de K-pop de 2022                           | 9      | [ 21 ]     |
| Teen Vogue               | Las mejores 79 canciones de K-pop de 2022                           | —      | [ 13 ]     |
| Teen Vogue               | Los 21 mejores videoclips de K-pop de 2022                          | —      | [ 22 ]     |

## Reconocimientos
| Ceremonia de premios      | Año  | Categoría                                        | Resultado |
| ------------------------- | ---- | ------------------------------------------------ | --------- |
| Circle Chart Music Awards | 2023 | Artist of the Year – Global Digital Music (June) | Nominado  |
| Golden Disc Awards        | 2023 | Best Digital Song (Bonsang)                      | Nominado  |
| MAMA Awards               | 2022 | Best Dance Performance Solo                      | Nominado  |
| MAMA Awards               | 2022 | Song of the Year                                 | Nominado  |

| Programa         | Fecha               | Referencia |
| ---------------- | ------------------- | ---------- |
| Inkigayo         | 10 de julio de 2022 | [ 26 ]     |
| Inkigayo         | 24 de julio de 2022 | [ 27 ]     |
| Inkigayo         | 7 de agosto de 2022 | [ 28 ]     |
| M Countdown      | 14 de julio de 2022 | [ 29 ]     |
| Show! Music Core | 16 de julio de 2022 | [ 30 ]     |

## Créditos
Créditos por Melon.
Estudio
- JYPE Studios – estudio de grabación
- Chapel Swing Studios – mezcla
- Sound 360 – mezcla & masterización
- 821 Sound Mastering – masterización

Canción
- Nayeon – voces
- Sophia Pae – voz de fondo
- Isran – letrista
- Kenzie — composición
- Hayden Chapman — composición
- Greg Bonnick — composición
- Ellen Berg — composición
- LDN Noise — arreglo, todos los instrumentos
- Jane Kim – músico
- Sim Eunji — arreglo vocal, ingeniero de audio
- Hyejin Koo – grabación
- Tony Maserati – mezcla
- David K – mezcla
- Younghyun – mezcla
- Haneul Lee – Ingeniero mezclador inmersivo
- Choi Jung-Hoon – Ingeniero mezclador inmersivo

## Listas
| Lista (2022)                                   | Mejor posición |
| ---------------------------------------------- | -------------- |
| Global 200 (Billboard)                         | 30             |
| Hong Kong (Billboard)                          | 16             |
| Japón (Japan Hot 100)                          | 5              |
| Japón – Singles combinados (Oricon)            | 6              |
| Malasia (Billboard)                            | 9              |
| Nueva Zelanda – Hot Singles (RMNZ)             | 17             |
| Filipinas (Billboard)                          | 6              |
| Singapur (RIAS)                                | 7              |
| Corea del Sur (Circle)                         | 2              |
| Taiwán (Billboard)                             | 4              |
| EE. UU. – World Digital Song Sales (Billboard) | 7              |
| Vietnam (Vietnam Hot 100)                      | 19             |

| Lista (2022)           | Posición |
| ---------------------- | -------- |
| Corea del Sur (Circle) | 4        |

| Lista (2022)                  | Posición |
| ----------------------------- | -------- |
| Global Excl. U.S. (Billboard) | 172      |
| Japón (Japan Hot 100)         | 76       |
| Corea del Sur (Circle)        | 46       |

## Certificaciones
| País  | Certificación | Entidad | Año  | Notas          |
| ----- | ------------- | ------- | ---- | -------------- |
| Japón | Platino       | RIAJ    | 2023 | Solo streaming |